# Glaphyromorphus
Glaphyromorphus – rodzaj jaszczurek z podrodziny Sphenomorphinae w rodzinie scynkowatych (Scincidae).

## Zasięg występowania
Rodzaj obejmuje gatunki występujące w Australii i na Nowej Gwinei. 

## Systematyka

### Etymologia
- Glaphyromorphus: gr. γλαφυρος glaphuros „gładki, wygładzony”; μορφη morphē „kształt, forma, postać, wygląd”[1].
- Opacitascincus: łac. opaticas „cień”; scincus „rodzaj jaszczurki, scynk”[2]. Gatunek typowy: Lygosoma crassicaudum A.M.C. Duméril & A.H.A. Duméril, 1851.

### Podział systematyczny
Do rodzaju należą następujące gatunki:
- Glaphyromorphus arnhemicus Storr, 1967
- Glaphyromorphus clandestinus Hoskin & Couper, 2004
- Glaphyromorphus cracens (Greer, 1985)
- Glaphyromorphus crassicauda (Duméril & Duméril, 1851)
- Glaphyromorphus darwiniensis (Storr, 1967)
- Glaphyromorphus fuscicaudis (Greer, 1979)
- Glaphyromorphus mjobergi (Lönnberg & Andersson, 1915)
- Glaphyromorphus nigricaudis (MaCleay, 1877)
- Glaphyromorphus nyanchupinta Hoskin & Couper, 2014
- Glaphyromorphus othelarrni Hoskin & Couper, 2014
- Glaphyromorphus pumilus (Boulenger, 1887)
- Glaphyromorphus punctulatus (Peters, 1871)